# Kleczanów
Kleczanów is een plaats in het Poolse district  Sandomierski, woiwodschap Święty Krzyż. De plaats maakt deel uit van de gemeente Obrazów en telt 570 inwoners.